# Lecanostictopsis noumeaensis
Lecanostictopsis noumeaensis är en svampart som beskrevs av B. Sutton & Crous 1997. Lecanostictopsis noumeaensis ingår i släktet Lecanostictopsis, divisionen sporsäcksvampar och riket svampar.   Inga underarter finns listade i Catalogue of Life.